# Mimoides protodamas
Mimoides protodamas is een vlinder uit de onderfamilie Papilioninae van de familie van de Pages. De wetenschappelijke naam van de soort is, als Papilio protodamas, voor het eerst geldig gepubliceerd in 1819 door Jean-Baptiste Godart. De combinatie in Mimoides werd in 1991 gemaakt door K.S. Brown.